# Rock Valley
Rock Valley est une ville du comté de Sioux, en Iowa, aux États-Unis. Elle est incorporée le 26 novembre 1886.

## Source de la traduction
- (en) Cet article est partiellement ou en totalité issu de l’article de Wikipédia en anglais intitulé « Rock Valley, Iowa » (voir la liste des auteurs).